# Kinkō
Kinkō (錦江町?) è una cittadina giapponese della prefettura di Kagoshima.